# Nosphidia paradoxa
Nosphidia paradoxa är en fjärilsart som beskrevs av Diakonoff 1982. Nosphidia paradoxa ingår i släktet Nosphidia och familjen Carposinidae. Inga underarter finns listade i Catalogue of Life.